# David Johnston (vulkanoloog)

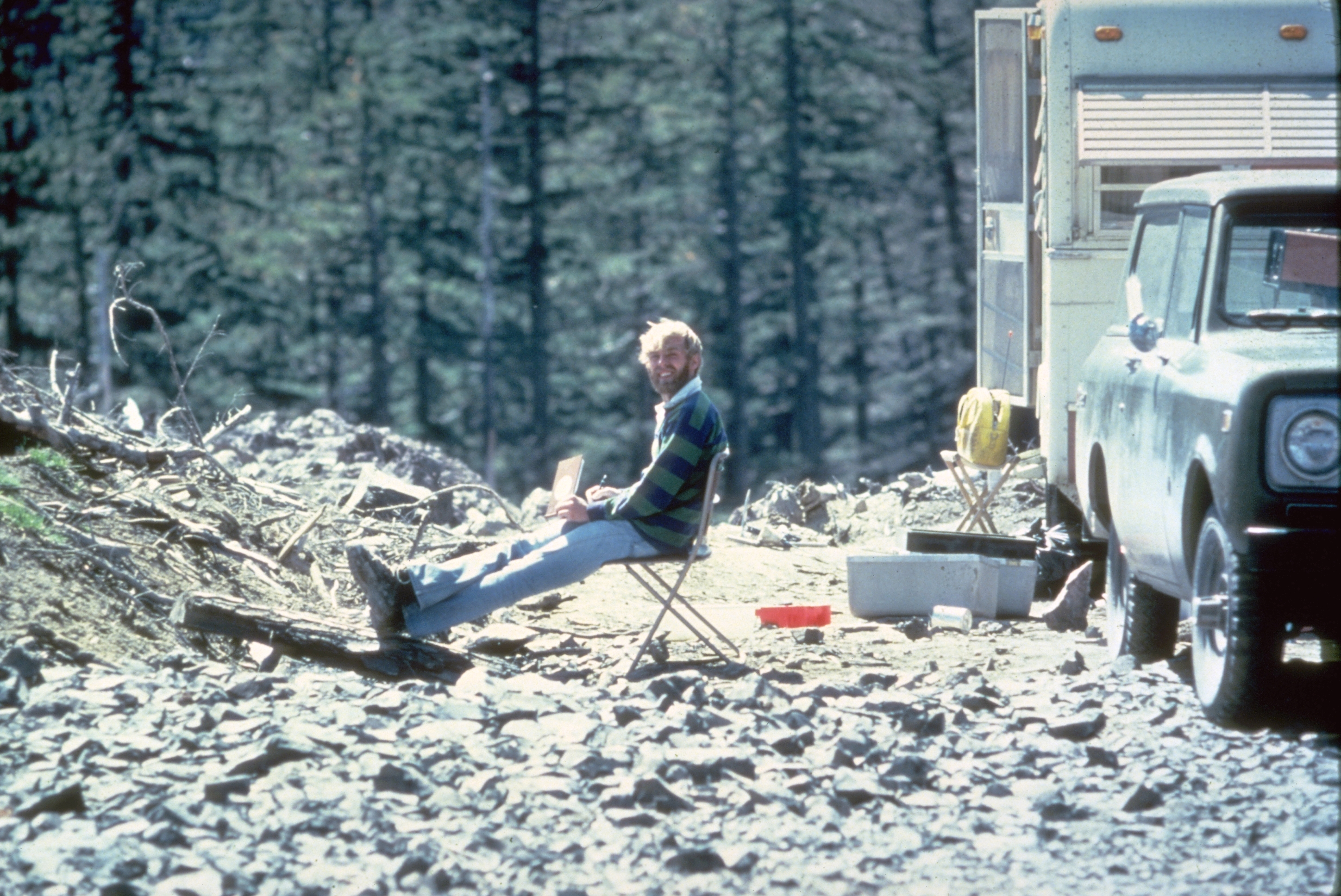
Johnston bij de observatiepost waar hij omkwam, 13 en een half uur voor de uitbarsting

David Alexander Johnston (Oak Lawn, 18 december 1949 - Mount Saint Helens, 18 mei 1980) was een Amerikaans vulkanoloog in dienst van de United States Geological Survey (USGS), die omkwam bij de uitbarsting van de Mount Saint Helens in 1980. Johnston werd gedood door een pyroclastische stroom terwijl hij in zijn eentje een observatiepost bemande op ongeveer 10 km afstand van de vulkaan. 
Johnston studeerde geologie aan de universiteit van Illinois te Urbana-Champaign en behaalde een Ph.D. aan de universiteit van Washington in 1978. Voor zijn dissertatie bestudeerde hij de Mount Augustine, een vulkaan in Alaska. Hij bestudeerde de invloed van vluchtige bestanddelen in het magma op de vulkanische activiteit van Mount Katmai, die aan het begin van de 20e eeuw tot uitbarsting kwam. Daarna ging hij voor de USGS werken, waarvoor hij de hoeveelheid uitgestoten materiaal door de vulkanen in de westelijke V.S. begon te monitoren. Hij was een aanhanger van de theorie dat uitbarstingen voorspeld kunnen worden aan de hand van de samenstelling van door een vulkaan uitgestoten gassen.
In 1980 werd hij uitgezonden om de op handen zijnde uitbarsting van de Mount Saint Helens te monitoren. Johnston was de enige USGS-geoloog die correct voorspelde dat de uitbarsting, in plaats van met de normale verticale eruptiezuil, in de vorm van een zijwaartse explosie zou komen. Voorafgaand aan de uitbarsting was aan de zijkant van de vulkaan een grote opzwelling ontstaan. Op 18 mei vond een kleine aardbeving plaats, waardoor de zijkant van de vulkaan instortte en het onderliggende magma in contact kon komen met oppervlaktewater. Dit had een enorme explosie tot gevolg waarbij een grote zijwaartse schokgolf ontstond in de vorm van een pyroclastische stroom. De extreem hete stroom moet zich met een snelheid van meer dan 1000 km/u hebben voortgeplant en had binnen een paar minuten 600 km² bos vernietigd. Voor Johnston omkwam wist hij de uitbarsting nog door te geven. Hoewel zijn overblijfselen nooit zijn gevonden vonden wegwerkers in 1993 onderdelen van de aanhangwagen waarmee hij naar de observatiepost was gereden.
- Gemeinsame Normdatei: 1199884731
- International Standard Name Identifier: 0000 0000 2151 0182
- Library of Congress Control Number: n81064557
- Virtual International Authority File: 53009359
- WorldCat: E39PBJmpbxy6YR7MMbpWQqGT73